# René Manzor
René Lalanne, dit René Manzor (Lo Mont de Marsan, 4 d'agost de 1959) és un director de cinema, guionista i novel·lista francès. És germà de Francis i Jean-Félix Lalanne.
Autor i director en el registre de la fantasia i el suspens, ha treballat a banda i banda de l'Atlàntic.
René Manzor es va revelar al públic en general amb el llargmetratge Le Passage (1986), S'ha acabat el joc (1990), Amor embruixat (1997), i Dédales (2003).
Descobert per Steven Spielberg i George Lucas, va ser contractat com a director a la sèrie americana The Adventures of Young Indiana Jones. Steven Spielberg dirà d'ell: "René Manzor aporta a la seva obra una visió rara i apassionada que el converteix en un director a part del cinema internacional".

## Biografia
René Manzor va començar la seva carrera dirigint alguns curtmetratges, entre ells Synapses que guanya el Gran Premi al Festival Internacional de Cinema Jove de Hyères. El 1986, va estrenar el seu primer llargmetratge, Le Passage, una pel·lícula fantàstica en què Alain Delon (també productor) s'enfronta a la mort per salvar el seu fill de les seves urpes. La banda sonora està signada pel seu germà Jean-Félix Lalanne, mentre que el seu altre germà Francis interpreta la cançó On se Retrouvera, que serà un gran èxit al Top 50 el 1987. Delon aposta per aquesta fantàstica faula que barreja dibuixos animats i plans reals. La pel·lícula va ser un èxit i va vendre prop de dos milions d'entrades.
Després de participar en dos capítols de la sèrie de televisió Sueurs froides, dirigeix el seu segon llargmetratge,S'ha acabat el joc (1990). Obrirà el Festival internacional de cinema fantàstic d'Avoriaz. Estrenat d'amagat a principis de gener, aquest thriller nadalenc de terror és tan atípic que va ser rebutjat pels distribuïdors francesos, abans de convertir-se en cult.
Presentada al festival de Canes el maig de 1989 per trobar un distribuïdor, la pel·lícula va ser vista després per John Hughes. El mestre de la pel·lícula per a adolescents]conserva la idea, la d'un nen sol en una gran casa que posa trampes contra una amenaça externa. Sol a casa, inspirat en S'ha acabat el joc va ser llançat el novembre de 1990 i va ser un èxit mundial.
René Manzor crida l'atenció de Hollywood. Steven Spielberg i George Lucas el van contractar per dirigir diversos episodis de la seva sèrie The Adventures of Young Indiana Jones.
Va romandre als Estats Units durant deu anys, treballant com a guionista i director a The Hitchhiker, Red Shoe Diaries, Highlander (sèrie de televisió), Highlander: The Raven, Beyond Belief: Fact or Fiction}, Warrior Spirit, Legends of the North, Tales of the Wild, i també va exercir de negre literari i guionista per Highlander 3.
El 1997, el productor Christian Fechner el va demanar per escriure i dirigir la fantàstica comèdia Amor embruixat. Principalment dirigeix Vanessa Paradis, Jeanne Moreau i Jean Reno. Els actors nord-americans Gil Bellows i Dabney Coleman s'uneixen al repartiment.
El 2003, va tornar de nou a França i al cinema, escrivint el guió de Monsieur N. de Antoine de Caunes, després signant el guió i dirigint el seu quart llargmetratge., Dédales, en què Sylvie Testud encarna una dona que pateix un trastorn dissociatiu de la identitat.
La seva experiència en sèries americanes va fer que el canal TF1 li confiés el redisseny de la seva sèrie, en particular Alice Nevers, Le juge est une femme, de la qual va canviar el to. i l'estètica (la posada en escena, la fotografia, la música). Opera una autèntica obra de modernització. Serà el show runner d'aquesta sèrie durant diverses temporades, coescrivint i dirigint 17 episodiss
El maig de 2012 va publicar la seva primera novel·la Les âmes rivales, que saludarà Le Figaro littéraire : « René Manzor prova signant aquesta història que és del calibre dels més grans autors de thrillers anglosaxons ».
A partir de 2012, es va dividir entre la producció de sèries de televisió, pel·lícules de televisió per encàrrec (Blackout, RIS police scientifique, Julie Lescaut, Le Sang de la vigne — Mongeville, Meurtres à, Maddy Etcheban) i l'escriptura de novel·les més personals on trobem l'originalitat narrativa del seu univers cinematogràfic.
El 2018 S'ha acabat el joc va tenir el seu primer llançament nord-americà al Fantastic Fest a Austin, Texas, després d'una restauració digital per Le Chat qui fume. L'èxit de presència de públic nord-americà és tal que |Tim League decideix estrenar la pel·lícula als Estats Units en versió original amb subtítols a les quaranta sales de la seva xarxa d'exposicions Alamo Drafthouse Cinema.
Quan els rodatges es van aturar durant la pandèmia de la Covid, els Estats Units van tornar a demanar a René Manzor per a una classe magistral d'escriptura. A Fiction Writing Secrets, revela el seu mètode per explicar una història sigui quin sigui el mitjà (pel·lícula, novel·la). El 2021 segueix una versió francesa d'aquesta classe magistral: Secrets de raconteurs d'histoires.

## Filmografia

### Director

#### Curtmetratges
- 1981 : Synapses (curtmetratge animat)
- 1983 : Le Suicide de Frank Einstein
- 1984 : Le Sang ou le Testament d'un Vieux Fou

#### Llargmetratges
- 1986 : Le Passage
- 1990 : S'ha acabat el joc
- 1997 : Amor embruixat
- 2003 : Dédales

#### Televisió
- 1988 : Sueurs froides (sèrie TV) - 1 episodi
- 1990-1991 : The Hitchhiker (The Hitchhiker) (sèrie TV) - 2 episodis
- 1992-1993 : The Young Indiana Jones Chronicles (sèrie TV) - 2 episodis
- 1993 : Highlander (sèrie TV) - 1 episodi
- 1993 : Red Shoe Diaries (sèrie TV) - 1 episodi
- 1994 : Warrior Spirit (telefilm)
- 1995 : Aventures dans le Grand Nord (sèrie TV) - 2 episodis
- 1998 : Highlander: The Raven (sèrie TV) - 1 episodi
- 2001 : Les Redoutables (sèrie TV) - 1 episodi
- 2006 : Sœur Thérèse.com (sèrie TV) - 1 episodi
- 2006-2007 : Alex Santana, négociateur (telenovel·la) - 3 episodis
- 2007-2012 : Alice Nevers, le juge est une femme (sèrie TV) - 17 episodis
- 2009 : Blackout (telefilm)
- 2013 : RIS police scientifique (sèrie TV) - 1 episodi
- 2013 : Julie Lescaut (sèrie TV) - 3 episodis
- 2015 : Le Sang de la vigne (sèrie TV) - 2 episodis
- 2016 : Mongeville (sèrie TV) - 1 episodi
- 2018 : Meurtres en Haute-Savoie (telefilm de la col·lecció Meurtres à...)
- 2018 : Meurtres en Lorraine (telefilm de la col·lecció Meurtres à...)
- 2020 : Maddy Etcheban (telefilm)

#### Clips
- 1986 : On se retrouvera de Francis Lalanne
- 1990 : Merry Christmas de Bonnie Tyler
- 2004 : No Big Deal de Lara Fabian

### Guionista
- 1986 : Le Passage d'ell mateix
- 1988 : Sueurs froides (sèrie TV) - 2 episodis
- 1990 : S'ha acabat el joc d'ell mateix
- 1994 : Warrior Spirit (telefilm) d'ell mateix
- 1994 : Highlander 3 d'Andrew Morahan (participation non créditée)
- 1995 : Aventures dans le Grand Nord (sèrie TV) - 2 episodis
- 1997 : Amor embruixat d'ell mateix
- 2003 : Monsieur N. d'Antoine de Caunes
- 2003 : Dédales d'ell mateix
- 2007-2012 : Alice Nevers, le juge est une femme (sèrie TV) - 19 episodis
- 2009 : Blackout (telefilm) d'ell mateix

### Actor
- 1986 : Le Passage d'ell mateix : el periodista TV
- 1990 : S'ha acabat el joc d'ell mateix : el responsable dels stocks
- 2003 : Dédales d'ell mateix : el procurador

## Distincions
- Festival Internacional de Cinema Jove de Hyères 1981: Premi Jean-Jacques Perron, Cinema d'avui per a sinapsis.
- Fantafestival 1990: millor pel·lícula i millor director per S'ha acabat el joc[17]
- Festival Polar de Cognac 2014 : polar al millor conte francòfon per Celui dont le nom n'est plus[18]
- Les Petits Mots des Libraires 2019 : premi per Apocryphe[19]
- Iris Noir Bruxelles 2021 : grand prix pour À vif[20]
- Festival Polars du Sud de Tolosa de Llenguadoc 2022: Premi l'Embouchure per À vif[21]
- Label  Livres du Loir-et-Cher 2023 per À vif[22]

## Literatura

### Narracions
- Les âmes rivales, Kero, 2012, 300p. ISBN 978-2-3665-8002-0
- Celui dont le nom n'est plus, Kero, 2014, 390p. ISBN 978-2-3665-8112-6
- Dans les brumes du mal, Calmann-Lévy, 2016, 448 p. ISBN 978-2-2662-7964-2
- Apocryphe, Éditions Calmann-Lévy, 2018, 400p. ISBN 978-2-7021-6425-9
- À vif, Calmann-Lévy, 2021, 400p.ISBN 978-2-7021-6179-1
- Du fond des âges, Calmann-Lévy, 2022, 414 p. ISBN 978-2-7021-8179-9

### Participacions
- Regarder le Noir, recull de narracions dirigit per Yvan Fauth (avec Barbara Abel, Amélie Antoine, R. J. Ellory, Julie Ewa, Claire Favan, Karine Giébel, Johana Gustawsson, René Manzor, Fred Mars, Olivier Norek, Fabrice Papillon, Gaëlle Perrin-Guillet), Belfond, 2020, 285p. ISBN 978-2-7144-9345-3, reedició HarperCollins France, coll n° 238, 2021 ISBN 979-1-0339-0865-4